# Зампини, Карина
Кари́на Зампи́ни (Сампини) исп. Carina Zampini (род. 12 сентября 1975, Буэнос-Айрес, Аргентина) — аргентинская актриса, снимающаяся, в основном, в теленовеллах.

## Биография
Карина начала заниматься театральным искусством с 9 лет. В 20 лет её пригласили на кастинг в сериал «Неизвестные». Однако теледебютом стал сериал «Женщины навсегда» в 1995 году, за участие в котором Зампини получила премию Premio Martín Fierro за лучшую женскую роль второго плана. 
Наибольшую известность актрисе принесло участие в сериале «Богатые и знаменитые».
Свою первую главную роль актриса сыграла только 2000 году в сериале «Дикая луна».

## Фильмография
- 2006 «Изумрудное ожерелье» (исп. «Collar de Esmeraldas»)
- 2005 «Люди чести» (исп. «Hombres de Honor»)
- 2004 «Падре Корахе» (исп. «Padre Coraje»)
- 2002 «Влюбленные в танго» (исп. «Franco Buenaventura, el Profe»)
- 2000 «Дикая луна» (исп. «Luna Salvaje»)
- 1999 «Тайное имя Бога» (исп. «Por El Nombre De Dios»)
- 1996 «Богатые и знаменитые» (исп. «Ricos y Famosos»)
- 1995 «Женщины навсегда» (исп. «Por Siempre Mujercitas»)

## Награды и премии
| Год  | Премия                | Категория                    | Фильм                  | Итог     |
| ---- | --------------------- | ---------------------------- | ---------------------- | -------- |
| 1995 | Premio Martín Fierro  | Лучшая актриса второго плана | Por siempre mujercitas | Ganadora |
| 2000 | Premio Viva 2000      | Лучшая злодейская роль       | Ricos y famosos        | Ganadora |
| 2001 | Premio Martín Fierro  | Лучшая женская роль          | Luna salvaje           | Nominada |
| 2004 | Premio Martín Fierro  | Лучшая женская роль          | Padre Coraje           | Ganadora |
| 2005 | Premio Martín Fierro  | Лучшая женская роль          | Hombres de honor       | Nominada |
| 2012 | Premios Tato          | Лучшая женская роль          | Dulce amor             | Nominada |
| 2013 | Premios Martín Fierro | Лучшая женская роль          | Dulce amor             | Nominada |
| 2014 | Premios Martín Fierro | Лучшая женская роль          | Dulce amor             | Nominada |